# Sextus Quintilius Condianus (consul en 180)
Pour les articles homonymes, voir Sextus Quintilius Condianus.
Sextus Quintilius Condianus est un homme politique de l'Empire romain, actif au IIe siècle.

## Biographie
Sextus Quintilius Condianus est le fils de Sextus Quintilius Valerius Maximus et le neveu de Sextus Quintilius Condianus, tous deux consuls en 151 ; comme son père et son oncle, il est membre de la gens  Quintilia, famille originaire d'Alexandrie de Troade. 
Dion Cassius indique qu'il est en Pannonie en 177-178 et y mène des opérations militaires ; il est consul en 180 avec Caius Bruttius Praesens comme collègue,.
En 183, l'empereur Commode fait exécuter son père et son oncle, sous prétexte d'un complot, et confisque tous leurs biens ; Dion Cassius rapporte que Sextus Quintilius Condianus, qui se trouvait en Syrie, aurait échappé aux assassins,.